# 信濃毎日新報
信濃毎日新報（しなのまいにちしんぽう）は1880年9月1日から1881年5月25日まで刊行されていた地方新聞で信濃毎日新聞の前身の一つである。発行所は長野県上水内郡長野町（現：長野市）にあった信濃毎日新報社。

## 概要・歴史
長野における新聞の歴史は、岩下伴五郎創業の需新社が明治6年（1873年）7月5日に創刊した『長野新報』に始まる。創業当初の『長野新報』は、加藤天山を記者とする月3回程の発行であった。
以来、明治7年（1874年）7月に北澤廣三を迎え『官許長野毎週新聞』とし、後に『隔日刊行・長野新聞』→明治11年（1878年）11月に『長野日日新聞』と題号・発行形態を変えつつ歴史を重ねた。同社は、明治13年（1880年）8月には、島津忠貞、小阪善之助により合資会社となる。
同年明治13年（1880年）8月、西南戦争終結後高まった自由民権運動の影響から長野町にも急進的な自由民権論者が出現、その一人である瀧澤助三郎が信濃毎日新報社を創業、西川通鉄を主筆とする。
これに危機感を抱いたライバルの『長野日日新聞』発行元の需新社は題号を『信濃日報』と改題。発行元も信濃日報社と改称し東京から大隈重信門下の言論人青木匡を主筆に迎えて対抗。まもなく日本初の政党自由党・立憲改進党・立憲帝政党が誕生すると新報は自由党の主張に沿った論調を張り、ライバルの信濃日報は長野県広報誌の体裁を維持しつつ立憲改進党の主張に沿った論調を張るようになった。
しかし、新報・日報の苛烈なライバル合戦は長期の休刊という弊害を生み、結果両紙共1881年5月25日をもって無期限休刊という事態となった。そこでライバルの信濃日報社の社主小野憶之進は小坂善之助らに応援を依頼、小坂らが中心になって信濃日報を運営することとなる。その際、信濃日報が信濃毎日新報を吸収合併。同年6月7日、『信濃毎日新聞』に改題した。